# Klaas Heufer-Umlauf
Klaas Heufer-Umlauf, nemški televizijski voditelj, igralec in pevec, * 22. september 1983, Oldenburg, Nemčija.
Zaslovel je kot del dueta Joko in Klaas. Njuna prva skupna oddaja na nemški glasbeni postaji MTV Germany se je imenovala MTV Home. Sledila je po konceptu podobna oddaja neoParadise na postaji ZDFneo. Trenutno vodita oddajo Circus HalliGalli na ProSieben. Heufer-Umlauf je tudi pevec in soustanovitelj glasbene skupine Gloria.

## Življenje
Klaas Heufer-Umlauf je obiskoval realko Hochheider Weg in je šolan frizer. Pred televizijsko kariero je delal kot vizažist v Weimarju. Prve odrske izkušnje si je pridobil kot mladoletnik pri gledališki skupini Kurlandtheater. Pozneje je igral v številnih predstavah v narodnem gledališču v Oldenburgu. Trenutno živi v Berlinu in je poročen z avstrijsko moderatorko Doris Golpashin. 14. aprila 2013 se jima je rodil prvi otrok.

## Kariera
Kariero je začel pri televizijski postaji VIVA. Vodil je oddaje 17, VIVA Live!, Retro Charts in Klaasov tedenski šov (Klaas´ Wochenshow). V RTL-ovi humoristični nanizanki Vsi ljubijo Jimmyja ( Alle lieben Jimmy) je imel v dveh epizodah druge sezone kratek gostujoči nastop. Gostujoči nastop je imel tudi leta 2007 v glasbenem videospotu And No Matches skupine Scooter.
V juniju 2009 je glasbeno postajo VIVA zamenjal za MTV, kjer je do marca 2011 skupaj z Joachimom ˝Jokom˝ Winterscheidtom vodil oddajo MTV Home. 9. novembra 2009 je skupaj s Thomasom Gottschalkom in Guidom Knoppom vodil ZDF-ovo prenašanje slovesnosti ob 20. obletnici pada berlinskega zidu. Večkrat se je že udeležil TV total Skoki v vodo (TV total Turmspringen) – nazadnje 28. novembra 2009, kjer je nastopil skupaj s pevcem Benom. Leta 2010 se je skupaj z Jokom Winterscheidtom udeležil TV total Svetovno prvenstvo v vožnji z vokom ( TV total Wok-WM).
Od oktobra 2010 je Heufer-Umlauf skupaj s svojim kolegom Joachimom Winterscheidtom v pogodbenem razmerju s televizijskim produkcijskem podjetjem Endemolom, ki med drugim producira njun skupni šov 17 metrov (17 Meter), pri postaji ProSieben. Prva izdaja šova je bila prikazana 11. junija 2011 na postaji ProSieben. V okviru te pogodbe so od novembra 2010 naprej predvajali tudi šov Nevedni (Ahnungslos). V tem šovu so pešce v različnih situacijah nagovorili in jim pri tem zastavljali vprašanja. Pešci pri tem niso vedeli, da odgovarjajo na nagradna vprašanja. To so snemali s skrito kamero. Vsak pravilen odgovor je bil nagrajen s 50€. To oddajo je podpirala Zvezna agencija za politično izobraževanje (Bundeszentrale für politische Bildung).
Z Janom Böhmermannom je šel leta 2011 s satiričnim improvizacijskim kabaretskim šovom Dva stara mačka pripovedujeta o preteklosti (Zwei alte Hasen erzählen von früher) na turnejo po Nemčiji. Skupaj z Janom sta prav tako leta 2011, vsako drugo nedeljo, vodila istoimenski radijski šov na Radio Eins. Med letoma 2011 in 2013 je skupaj z Jokom Winterscheidtom vodil oddajo neoParadise pri ZDFneo, ki je neuradna naslednica oddaje MTV Home.
Heufer-Umlauf in Joko Winterscheidt sta poleti 2012 prejela šov v večernem času pri postaji ProSieben, ki nosi ime Joko proti Klaasu – Dvoboj okoli sveta (Joko gegen Klaas – Das Duell um die Welt). V tem šovu potujeta Klaas in Joko okoli sveta in opravljata različne naloge. Skupaj sta istega leta prejela Nemško televizijsko nagrado (Deutscher Fernsehpreis) v kategoriji ˝poseben prispevek v zabavanju˝ (Besondere Leistung Unterhaltung). 26. oktobra 2012 pa sta v Komični operi v Berlinu (Komische Oper Berlin) prejela še nagrado ˝Moški leta˝ (Männer des Jahres-Award), ki jo podeljuje revija GQ, v kategoriji ˝televizija˝. Isti večer je Heufer-Umlauf v svojem govoru pohvalil Martina Schulza, nagrajenca v kategoriji ˝politika˝.
V letu 2013 se je Heufer-Umlauf preselil v filmsko in glasbeno industrijo. 15. avgusta 2013 je moderator nastopil v komediji Großstadtklein. Prek Twitterja pa je sporočil, da je skupaj z Markom Tavasollem, nekdanjim basistom skupine Wir sind Helden, ustanovil glasbeno skupino z imenom Gloria. 27. septembra 2013 sta izdala svoj prvi album Gloria pri založbi Grönland Records.

## Socialna angažiranost
Klaas Heufer-Umlauf se je vrsto let angažiral v boju proti krvnemu raku. Heufer-Umlauf je bil del žirije v okviru kampanje, ki je potekala po celotni državi, kjer so ljudje snemali spote in s tem opozarjali na to bolezen. Kampanja se je imenovala ˝Projekt iščemo dva milijona junakov! Posnemi DKMS-spot za življenje!˝, ki ga je vodila nemška neprofitna organizacija za darovanje kostnega mozga DKMS. Prevzel je tudi vodenje DKMS-ove tiskovne konference za mlade. Heufer- Umlauf je tudi sam registriran darovalec matičnih celic. Skupaj z Joachimom Winterscheidtom pa se je angažiral tudi za učenje branja in pisanja v okviru kampanje ˝iCHANCE˝, ki jo je izvajalo Zvezno združenje za opismenjevanje in osnovno izobraževanje.

## Filmografija

### Filmi
- 2011: Rubbeldiekatz
- 2013: Großstadtklein
- 2013: Dear Courtney

### TV nanizanke
- 2005 – 2007: Vsi ljubijo Jimmyja (Alle lieben Jimmy, RTL, 16 epizod)

### TV oddaje
- 2005: 17 (VIVA)
- 2005 – 2009: VIVA Live! (VIVA)
- 2006 – 2009: Klaasov tedenski šov (Klaas´ Wochenshow, VIVA)
- 2008: Retro Charts (VIVA)
- 2009: Mascerade – Nemčija se upogne ( Mascerade – Deutschland verbiegt sich, ProSieben)
- 2009 – 2011: MTV Home (MTV)
- 2010: Beckova najbolj zaželena glasba (Beck´s Most Wanted Music, MTV)
- 2010 – 2012: Nevedni (Ahnungslos, ProSieben)
- od 2011: 17 metrov (17 Meter, ProSieben)
- 2011 – 2013: neoParadise (ZDFneo)
- 2011: Joko in Klaas – Račun gre na nas (Joko & Klaas – Die Rechnung geht auf uns, ProSieben)
- od 2012: Joko proti Klaasu – Dvoboj okoli sveta (Joko gegen Klaas – Das Duell um die Welt, ProSieben)
- od 2013: Circus HalliGalli (ProSieben)

### Vodenje oddaj
- 2008: Comet (VIVA)
- 2011: Dobrodošlo leto 2012 - Silvester v živo iz brandenburških vrat (Willkommen 2012 -Silvester live vom Brandenburger Tor, ZDF)
- 2012: Dobrodošlo leto 2013 - Silvester v živo iz brandenburških vrat (Willkommen 2013 -Silvester live vom Brandenburger Tor, ZDF)

### Gostujoči nastopi
- 2005 – 2009: TV total Skoki v vodo (TV total Turmspringen, ProSieben, 3 nastopi)
- 2007 – 2009: TV total Svetovno prvenstvo v vožnji z vokom (TV total Wok-WM, 5 nastopov)
- 2009: Poletno dekle (Sommermädchen, ProSieben, 1 nastop)
- od 2010: Šov Haralda Schmidta (Die Harald Schmidt Show, Das Erste/ Sky)
- 2011 – 2012: TV total Preizkušnja v razbijanju avtomobilov (TV total Stock Car Crash Challenge, ProSieben, 2 nastopa)
- 2011: Daniela Katzenberger – seveda blond (Daniela Katzenberger – natürlich blond, VOX, 1 nastop)
- 2012: Skozi noč z ... (Durch die Nacht mit ..., ARTE, 1 nastop)
- 2012: Roche in Böhmermann (Roche & Böhmermann, ZDFneo, 1 nastop)
- 2012: TV total Noč pokra PokerStars.de (TV total PokerStars.de Nacht, ProSieben, 1 nastop)

## Priznanja
- Nemška komedijska nagrada (Deutscher Comedypreis) 
  - 2013: v kategoriji ˝najboljši humoristični šov˝ (Circus HalliGalli)
- Nemška televizijska nagrada (Deutscher Fernsehpreis) 
  - 2012: v kategoriji ˝poseben prispevek v zabavanju˝
- GQ nagrada (GQ-Awards) 
  - 2012: v kategoriji ˝televizija˝